# Danza Danza
Danza danza è l'ottavo album di Eduardo De Crescenzo, pubblicato nel 1993.

## Tracce
1. Danza danza – 4:54
2. Stelle senza patria – 5:17
3. Sul battello per Macondo – 5:07
4. Cuore – 5:40
5. A Sud – 4:10
6. Buon viaggio – 4:03
7. Che senso ha – 4:15
8. Zingaro (A Camaròn de la Isla) – 5:22
9. Dalle radici – 2:34